# Médaille Wilhelm-Exner

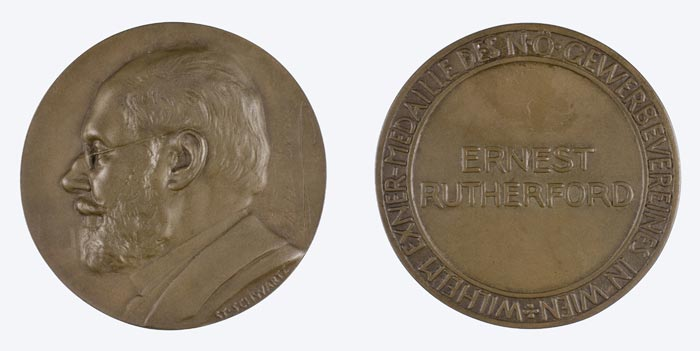
Médaille Wilhelm-Exner

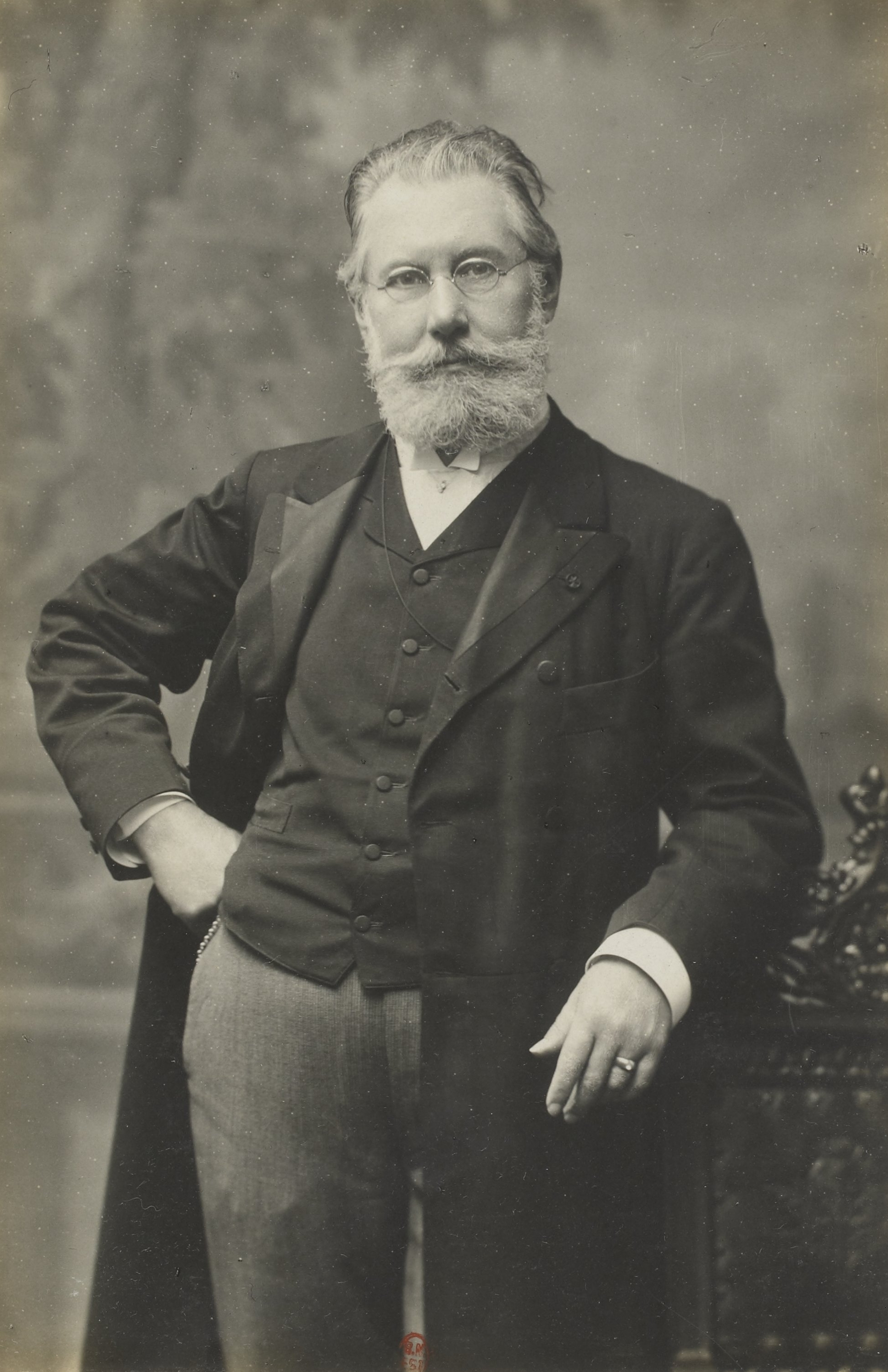
Wilhelm Exner. Exposition universelle de 1900 - portraits des commissaires généraux.

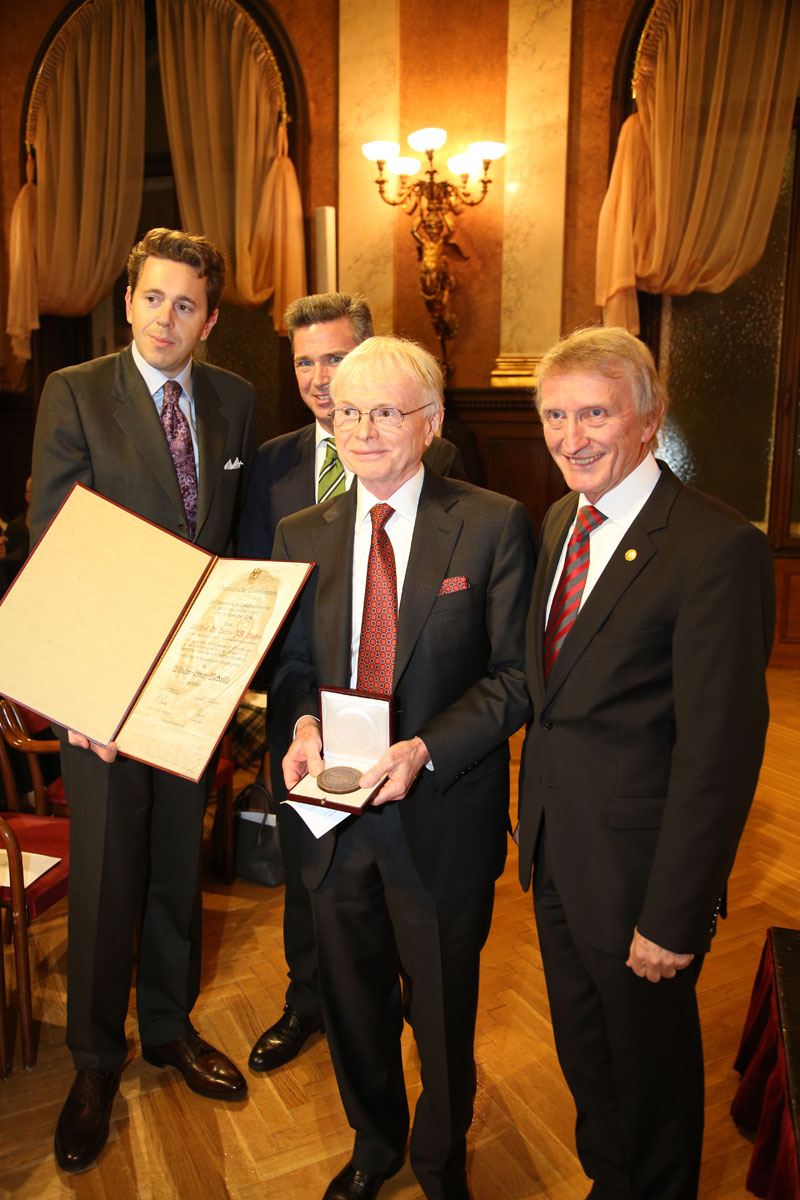
Remise de la médaille à Thomas Hughes en 2014

La médaille Wilhelm-Exner est une distinction autrichienne délivrée par l’Association du commerce autrichienne (de) (ÖGV). 
L'Association professionnelle (ÖGV), anciennement l'Association professionnelle de Basse-Autriche, est une association à adhésion facultative. Fondée en 1839, elle est la plus ancienne association d'entreprises d'Autriche. Les membres de l'association professionnelle sont issus de l'industrie, du commerce et des professions libérales. Le siège est à Vienne, au Palais Eschenbach.
La médaille Wilhelm-Exner est décernée par la Fondation Wilhelm Exner de l'Association professionnelle autrichienne. La distinction est dédiée à Wilhelm Exner, à l'occasion des 60 ans de son adhésion à l'association professionnelle, dont il était alors président honoraire, et est remise chaque année depuis 1921.
La médaille est décernée à des scientifiques et à des chercheurs exceptionnels qui ont contribué de façon remarquable, directement ou indirectement, à la promotion de l'économie par des réalisations scientifiques spécifiques. Le prix n'est pas accompagné d'une somme d'argent, mais les lauréats sont invités à déjeuner avec le président fédéral autrichien.
La Fondation de la médaille Wilhelm-Exner, qui décide des distinctions honorifiques, est dirigée par un directeur général qui est élu tous les trois ans et qui, si possible, est lui-même porteur de la médaille. 

## Aspect de la médaille
La médaille, en bronze, a un diamètre de 7,5 cm. Au recto, se trouvent un portrait et le nom de Wilhelm Exner. Le nom du lauréat ou de la lauréate et l'année du prix ainsi que l'inscription « Wilhelm-Exner-Medaille des Österreichischen Gewerbevereins in Wien » sont apposés au verso.

## Lauréats
Parmi les 236 lauréats, on trouve 20 lauréats du prix Nobel (situation en 2014)

### 1920
- 1921 : Carl Auer von Welsbach, Wilhelm Exner, Oskar von Miller
- 1922 : Carl von Linde
- 1923 : Alfred Collmann, Josef Maria Eder, Hubert Engels, Wilhelm Ostwald (prix Nobel de chimie, 1909), Rudolf Wegscheider
- 1924 : Carl von Bach
- 1925 : Rudolf Halter
- 1926 : Georg von Arco, Michael Hainisch, Ernst Krause
- 1927 : Hugo Junkers, Heinrich Mache
- 1928 : Friedrich Gebers, Mirko Gottfried Ros
- 1929 : Fritz Haber (chimie, 1918), Paul Ludwik

### 1930
- 1930 : Johann Kremenezky, Hermann Michel, Johannes Ruths
- 1931 : Rudolf Saliger, Carl Hochenegg
- 1932 : Friedrich Ignaz von Emperger, Otto Waldstein, Carl Bosch (chimie, 1931)
- 1934 : Hermann F. Mark, Guglielmo Marconi (physique, 1909)
- 1935 : Wolf Johannes Müller, Arne Frederic Westgren
- 1936 : Franz Fischer, Ferdinand Porsche, Ernest Rutherford (chimie, 1908)
- 1937 : Friedrich Bergius (chimie, 1931), Harold Hartley, Ernst Späth

### 1950
- 1951 : Eduard Heinl, Karl Holey, Ludwig Prandtl
- 1952 : Richard Kuhn (chimie, 1938), Gustav Adolf Schwaiger
- 1953 : Karl Girkmann, Hans Lieb
- 1954 : Gustav Franz Hüttig, Berta Karlik, Geoffrey Ingram Taylor, Eduardo Torroja
- 1955 : Ferdinand Campus, Bernhard Moritz Gerbel, Paul Schwarzkopf
- 1956 : Johan Arvid Hedvall, Christopher Hinton (ingénieur), Franz Holzinger, Heinrich Sequenz
- 1957 : Erika Cremer, Fritz Feigl, Alexander Fleck, Josef Mattauch, Pier Luigi Nervi, Erich Schmid (physicien)
- 1958 : Otto Hahn (chimie, 1944)
- 1959 : Richard Neutra, Reinhard Straumann, Carl Wagner

### 1960
- 1960 : Howard Walter Florey (médecine, 1945), Eugène Freyssinet, Lise Meitner
- 1961 : John Cockcroft (physique, 1951), Paul Harteck, Rudolf Vogel (chimiste) (de)
- 1962 : Albert Caquot, Theodore von Kármán, Franz Patat
- 1963 : Eduard Justi, William Shockley (physique, 1956), Philip Sporn
- 1965 : Adolf Pucher, Fritz Regler, Adolf Slattenschek
- 1966 : Henry Charles Husband, Fritz Stüssi, Friedrich Wessely
- 1967 : Karl Kordesch, William Penney, Max Ferdinand Perutz (chimie, 1962)
- 1968 : Leopold Küchler, Richard Kwizda, Adolf Leonhard
- 1969 : Wernher von Braun, Wolfgang Gröbner, Hans Nowotny, Hermann Oberth, Philip Weiss, Konrad Zuse

### 1970
- 1970 : Otto Kratky, Alastair Pilkington, Charles Townes (physique, 1964), Herbert Trenkler
- 1971 : Willibald Jentschke, Hans List, Karl Ziegler (chimie, 1963)
- 1972 : Eberhard Spenke, Heinz Zemanek
- 1973 : Otto Hromatka, Richard Kieffer, Bruno Kralowetz, Otto Kraupp, Guido von Pirquet (post mortem)
- 1974 : Godfrey Hounsfield (Médecine, 1979), Peter Klaudy, Siegfried Meurer, Roland Mitsche
- 1975 : Herbert Döring, Klaus Oswatitsch, Ladislaus von Rabcewicz, August F. Witt
- 1976 : Ferdinand Beran, Ferdinand Steinhauser, Theodor Wasserrab
- 1977 : Viktor Hauk, Fritz Paschke, Erwin Plöckinger, Hans Scherenberg
- 1978 : Max Auwärter, Friedrich L. Bauer, Hans Tuppy
- 1979 : Alfred Kastler (physique, 1966), Winfried Oppelt, Ferry Porsche, Christian Veder

### 1980
- 1980 : Ernst Fehrer, Otto Hittmair, Willem Kolff, Günther Wilke
- 1981 : Anton Pischinger, Josef Schurz, Adriaan van Wijngaarden
- 1982 : Hendrik Casimir, Edmund Hlawka, Stanley Hooker
- 1983 : Ernst Brandl, Walter Heywang, Kurt Magnus (ingénieur) (de)
- 1984 : Adolf Birkhofer, Karl Rinner, Egon Schubert
- 1985 : Ernst Fiala, Heinz Maier-Leibnitz, Helmut Rauch
- 1986 : Gerhard Dorda, Viktor Gutmann, Horst Dieter Wahl
- 1987 : Reimar Lüst, Karl Alexander Müller (physique, 1987), Otto Vogl
- 1988 : Hubert Bildstein, Gyözö Kovács, Helmut Zahn
- 1990 : Karl Kraus, Takeo Saegusa, Gernot Zippe

### 1990
- 1991 : Michael J. Higatsberger, Karl Schlögl, Herwig Schopper
- 1992 : Peter Komarek, Willibald Riedler, Karl Hermann Spitzy
- 1993 : Hellmut Fischmeister, Hans Junek, Aladar Szalay
- 1994 : Max Birnstiel, Siegfried Selberherr, Josef Singer
- 1995 : Gottfried Biegelmeier, Bruno Buchberger, Jozef Schell
- 1996 : Ingeborg Hochmair-Desoyer, Herbert Mang, Bengt Gustaf Rånby, Heinrich Ursprung
- 1997 : Hans A. Leopold, Klaus Pinkau, Charles Weissmann
- 1998 : Heinz Engl, Heiner Ryssel, Uwe B. Sleytr
- 1999 : Henry Baltes, Gottfried Konecny, Peter Schuster

### 2000
- 2000 : Heinz Brandl, Rudolf Rigler, Heinz Saedler
- 2001 : Georg Brasseur, Artur Doppelmayr, Friedrich Dorner
- 2002 : Hermann Katinger, Ferdinand Piëch, Andreas Plückthun
- 2003 : Dietrich Kraft, Helmut List, Hans Sünkel
- 2004 : Andreas Ullrich, Meir Wilchek
- 2005 : Hermann Kopetz, Jan Egbert de Vries, Anton Zeilinger
- 2006 : Hannes Bardach, Shuguang Zhang
- 2007 : Wolfgang Zagler, Peter Palese
- 2008 : Zdeněk Bažant, Wolfgang Knoll
- 2009 : Christian Wandrey, Alan Fersht

### 2010
- 2010 : Ada Yonath (chimie, 2008), Bertil Andersson
- 2011 : Manfred Eigen (chimie, 1967), Michael Grätzel
- 2012 : Theodor Hänsch (physique, 2005), Robert Langer, Friedrich Prinz
- 2013 : Heinz Redl, Joseph M. Jacobson
- 2014 : Thomas J. R. Hughes
- 2015 : Gregory Winter
- 2016 : Johann Eibl, Stefan Hell, Emmanuelle Charpentier (chimie 2020), Gero Miesenböck
- 2017 : Chad Mirkin, Fabiola Gianotti
- 2018 : A. Paul Alivisatos, Zhenan Bao, Thomas Jennewein, Gregor Weihs,
- 2019: Joseph DeSimone

### 2020
- 2020: Edward S. Boyden
- 2021: Katalin Karikó (médecine, 2023), Luisa Torsi
- 2023: Omar M. Yaghi, Daniel G. Anderson, Thuc-Quyen Nguyen
- 2024: Ferdi Schüth, Giulio Superti-Furga